# 空中格鬥
空中格斗（英語：Air combat manoeuvring, ACM），亦作视距内空战或称狗斗，是一种发生在双方飞行员目视范围内的空战方式。由于双方距离较近，双方的相对位置变化极大，因此飞行员会巧用爬升，滚转等方式占据有利位置。而这种修正机头方向等飞行参数的飞行动作称之为基本空战机动（英語：basic fighter manoeuvring, BFM）。

## 历史
自1915年第一次世界大战时，罗兰·加洛斯驾驶莫拉纳‧索尔尼爱L型飞机击落了一架德国侦察机，取得了战斗机空战的第一次胜利之后，空中格斗便拉开序幕。固定式的前射机关枪在一战时被认为是最为行之有效的。但一个显而易见的问题是，机头是发动机以及螺旋桨的所在地。向前射出的子弹会毫无疑问地集中螺旋桨——飞机飞行动力源。早期战机通过加固螺旋桨以硬碰硬地抵御子弹，后来射击断续器的发明使战机真正成为天空的王者。一战中，双翼的螺旋桨飞机被大量使用，创造了一个又一个王牌飞行员。其中最为家喻户晓的是红男爵曼弗雷德·冯·里希特霍芬和勒內·豐克。
在愈演愈烈的空中对战后，飞行员渐渐根据经验，学会在射击前占据敌方正后方的有利位置，使敌攻己不得，敌已纳入囊中。在空战术语中将此动作叫做“咬尾”或“咬住六点钟“。与其他空战术语一样，他都被所有的飞行员所通用。此类战斗方式被称作狗斗。空中格斗之基本理论由奥斯瓦尔德·伯尔克——一次世界大战德国空战王牌于1916写于《伯尔克传》。在此书中，他提到飞行员应背靠太阳发动进攻，如此敌方飞行员会因阳光的耀眼而无法发现目标，而己方却目标明确；同时，他提到了高度多少决定胜算多大等理论。而这些理论仍在今日空战中发挥重要作用。
空对空导弹、雷达、高射速航炮的普及亦促生出多种新时代的空复杂战动作诸如通过最小化多普勒频移解开敌方多普勒雷达锁定的动作（"锁敌于三点钟或九点钟"）或发射诱导信号欺骗来袭的导弹（热焰弹，箔条）亦或是利用复杂的机动消耗近距空空导弹的动能。